# Улица Белинского (Братислава)
Улица Белинского (словац. Belinského ulica) — улица в Братиславе, в микрорайоне Дворы, городской части Петржалка, V района.
Улица возникла в 1982 году, в ходе застройки городской части Петржалка панельными домами, и названа в честь русского литературного критика, эстета и революционного демократа Виссариона Григорьевича Белинского (1811—1848). Проходит от улицы Гала до улицы Шевченко.

## Транспорт
Жители улицы Белинского используют три разные автобусные остановки сети MHD: остановка ŽST Petržalka возле Налоговой службы и железнодорожной станции Петржалка обслуживаются автобусными маршрутами 59, 91, 93, 94, 191, N93. На остановке «Русовское шоссе» останавливаются автобусы 93, 94, N93. Остановка «Галово» обслуживается автобусами 83, 84, 88, 92, 99, 192, N95.

## Соседние улицы
- Улица Гала
- Паноньское шоссе
- Русовское шоссе
- Улица Шевченко

## Галерея

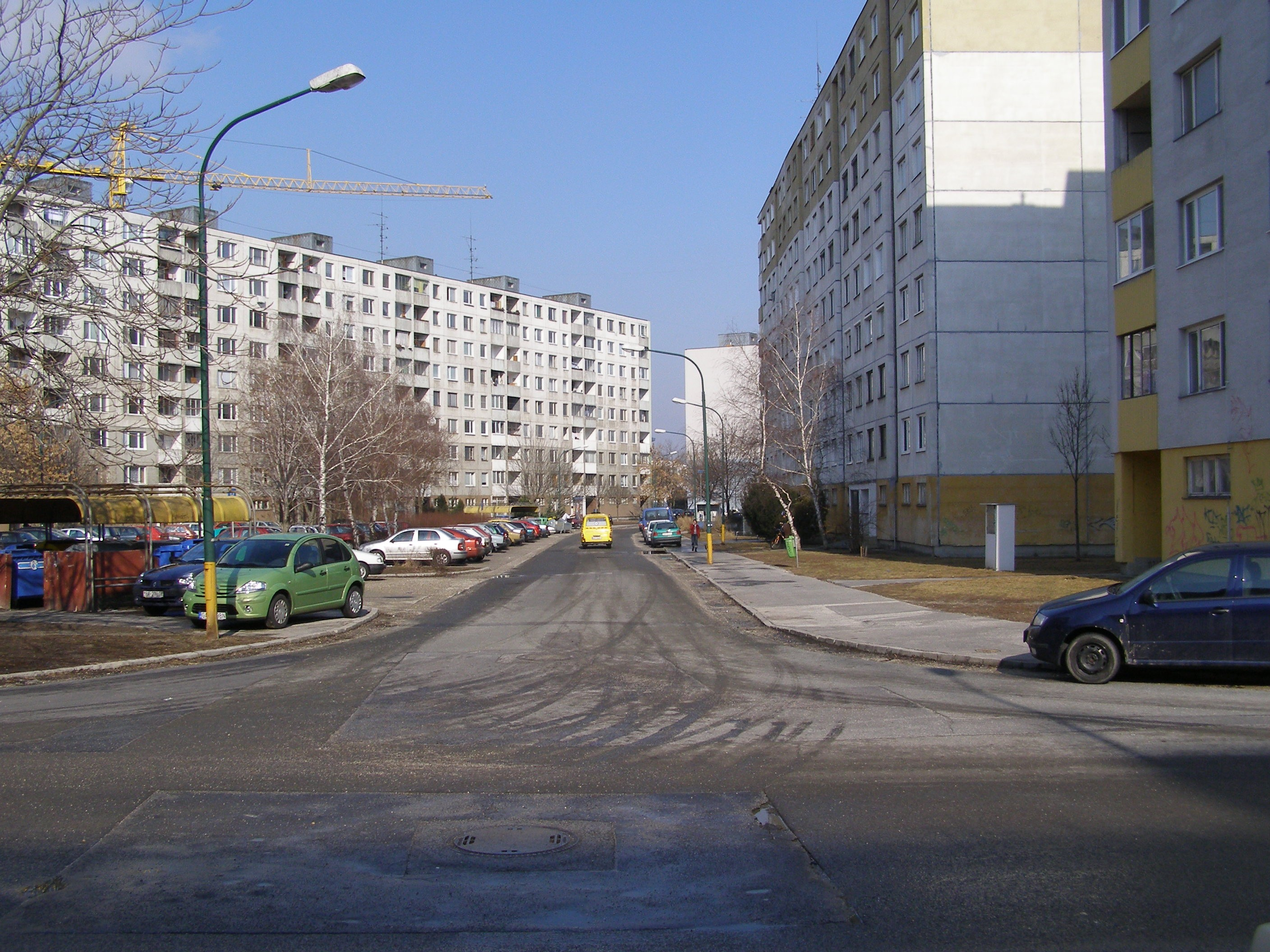
Улица Белинского в 2006 году
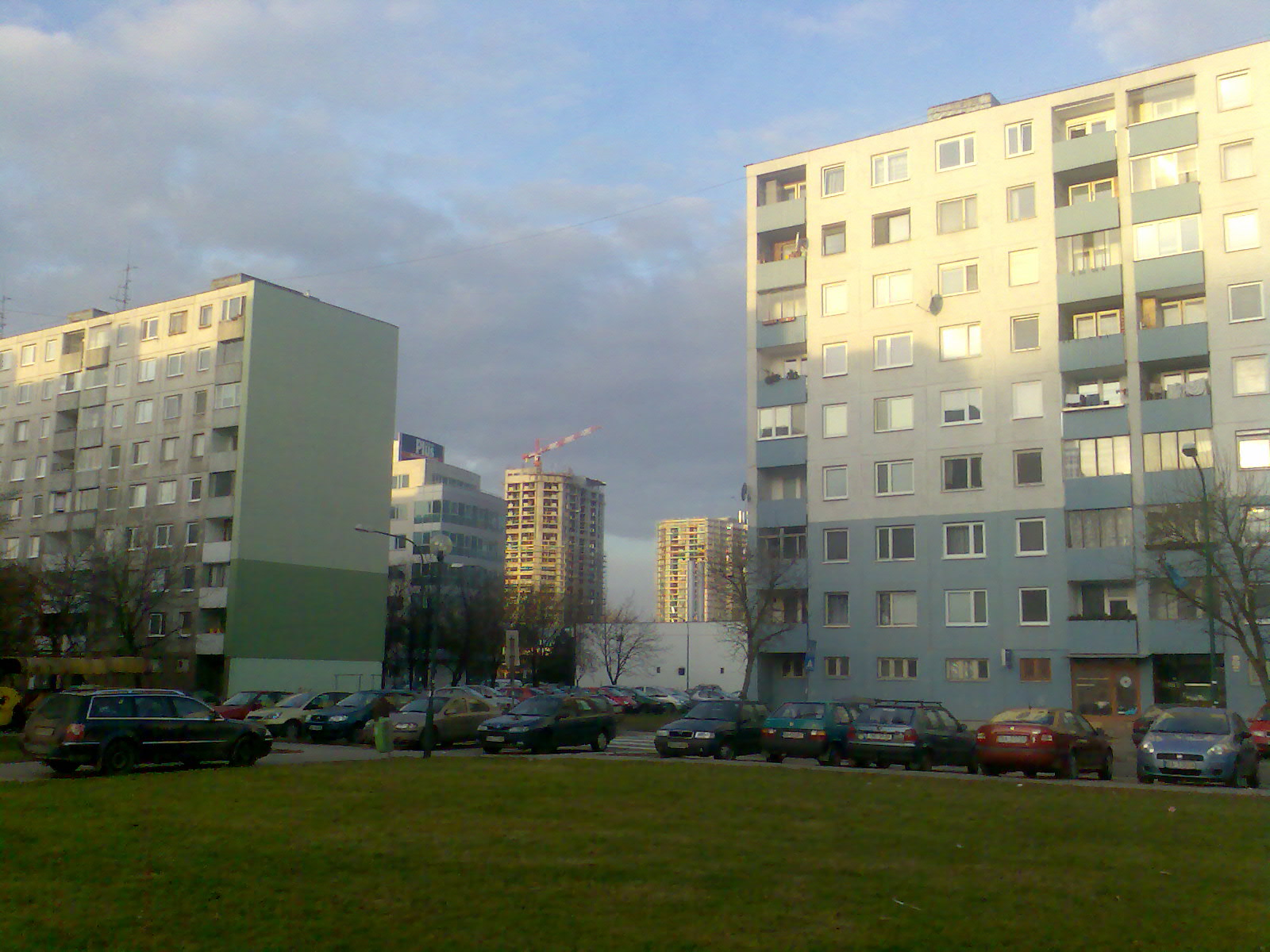
Улица Белинского в 2007 году, виден комплекс Vienna Gate
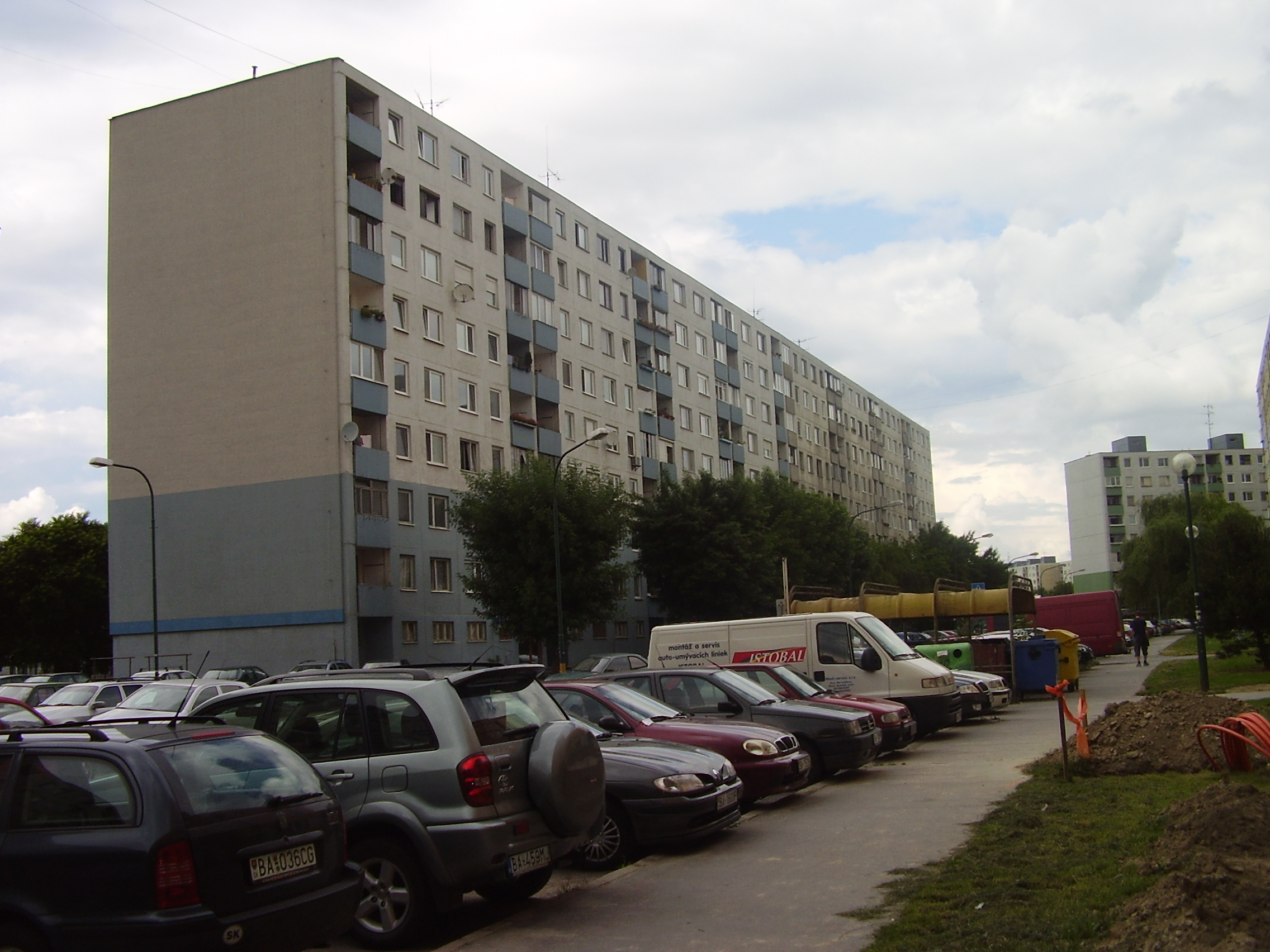
Улица Белинского в 2008 году
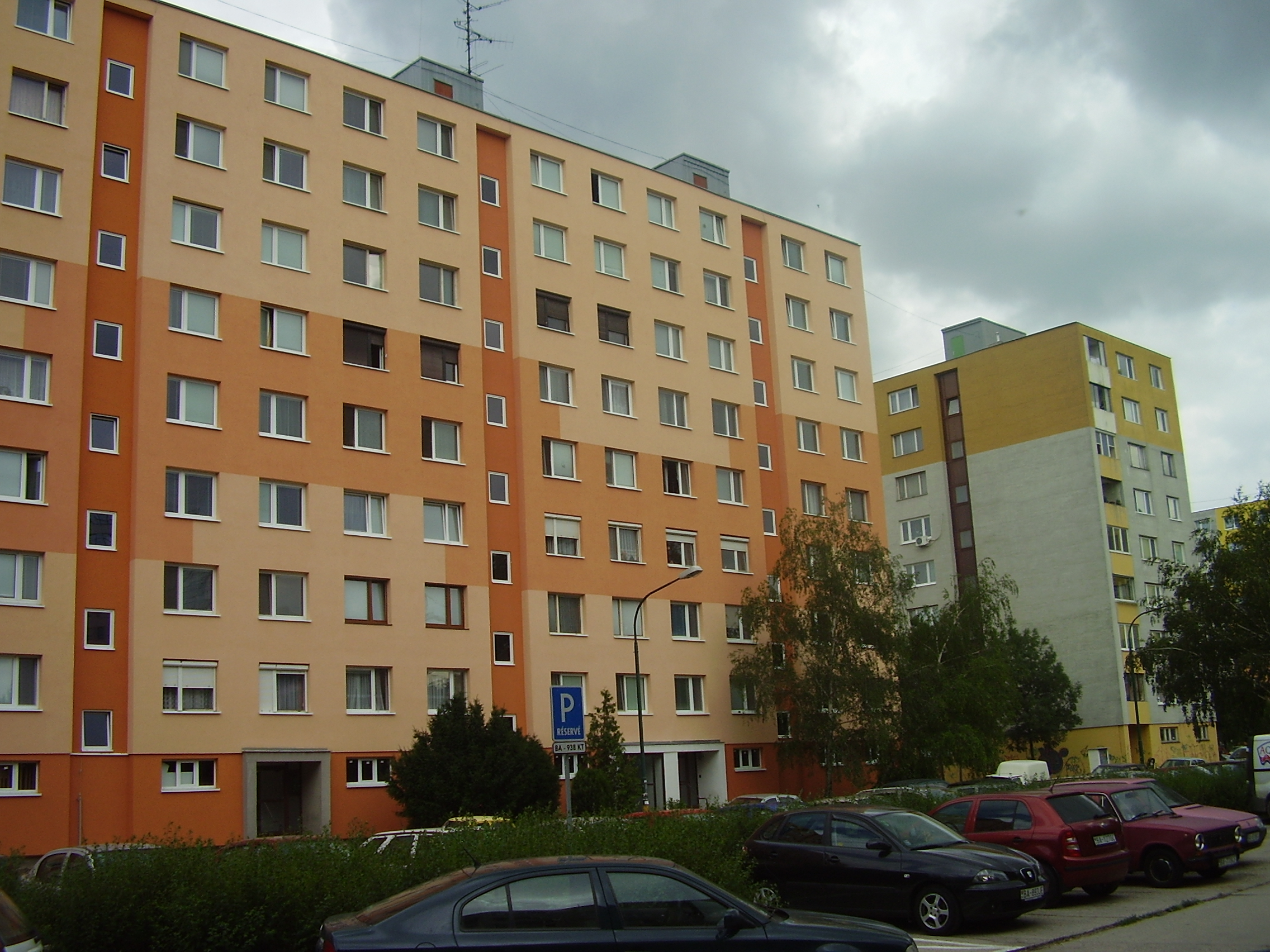
Улица Белинского в 2008 году
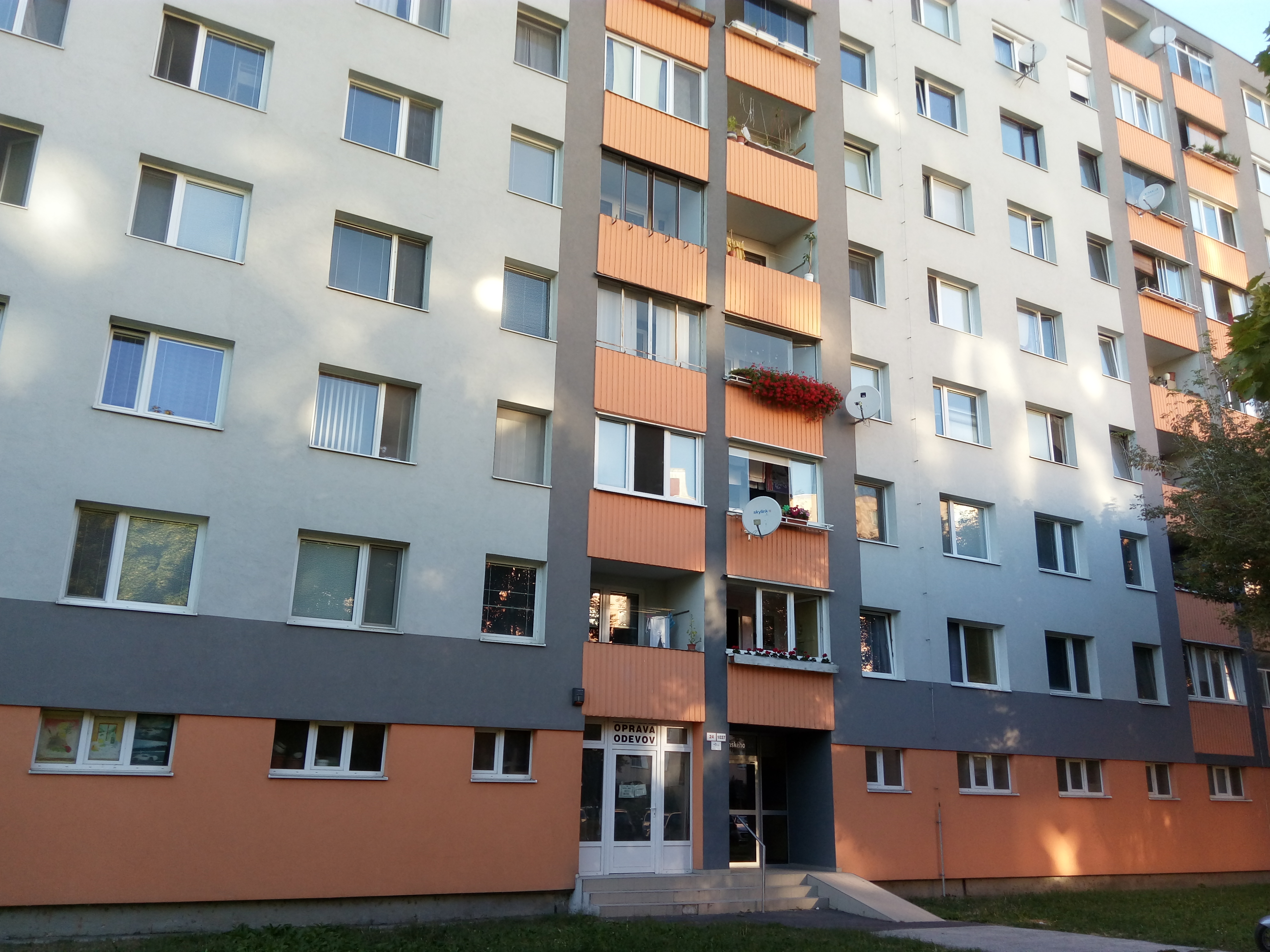
Улица Белинского 24 в 2016 году
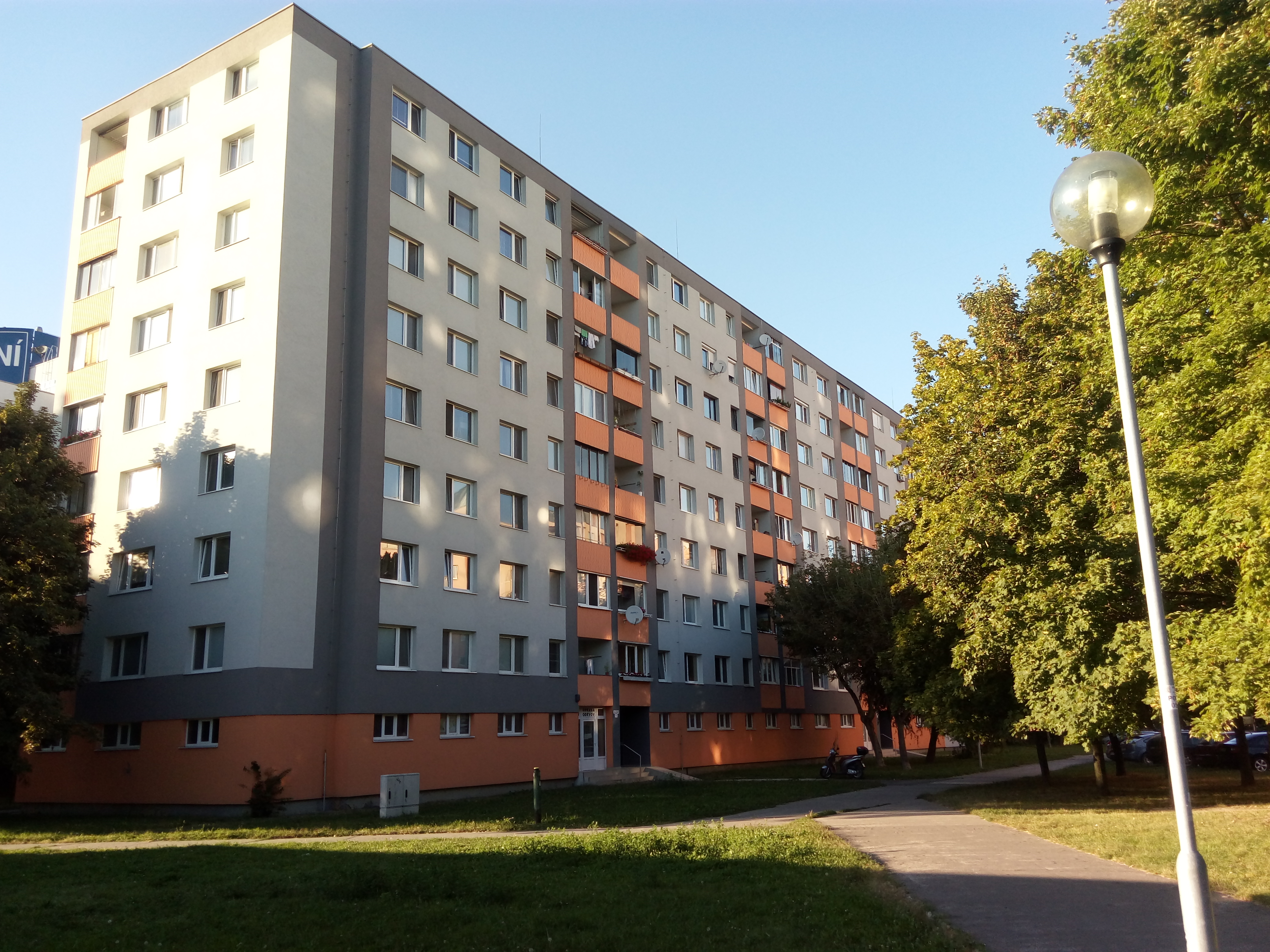
Улица Белинского 24 в 2016 году
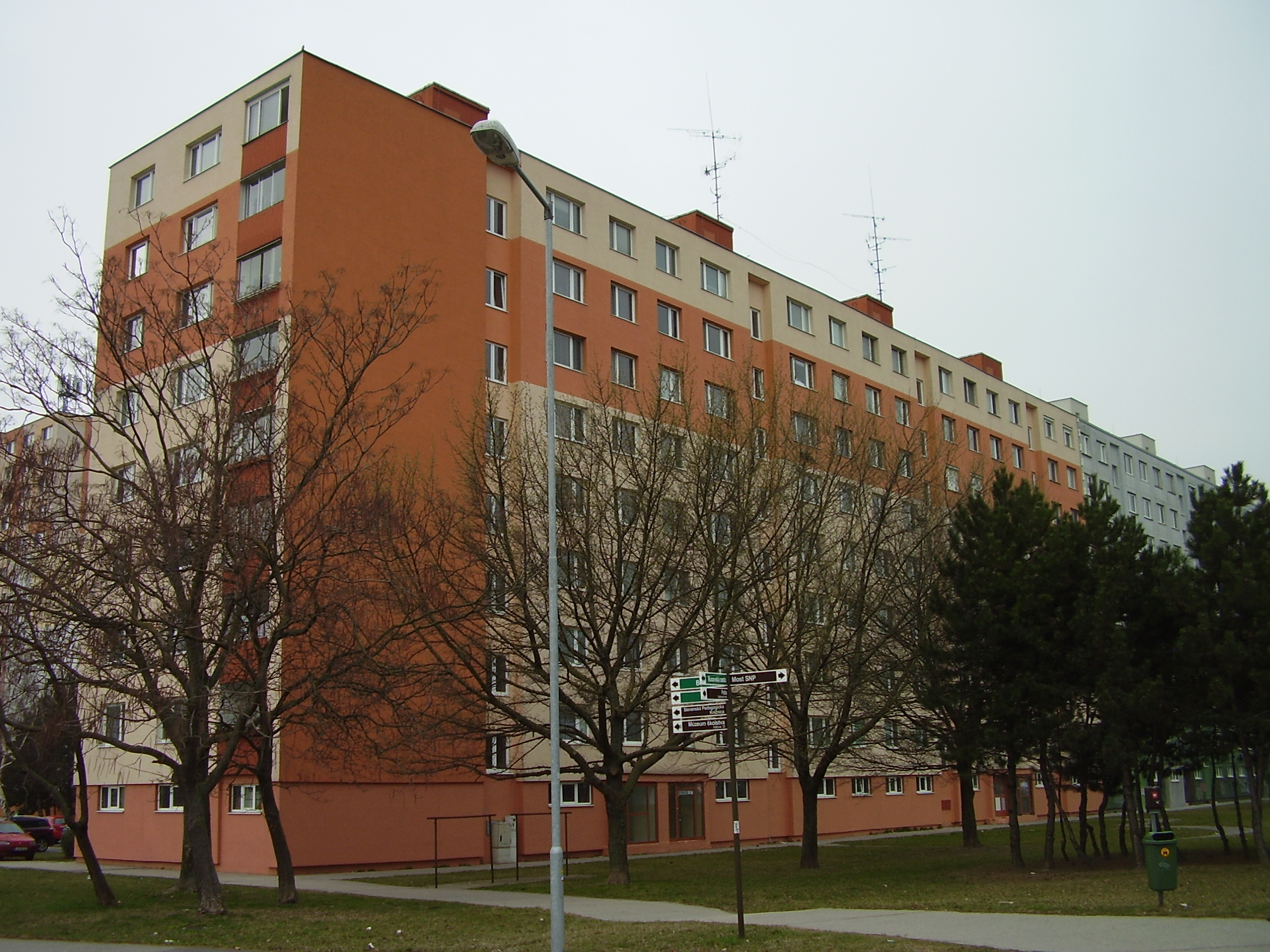
Улица Белинского в 2017 году